# 사랑과선행
사랑과선행 주식회사는 국내 고령친화식품을 전문으로 하는 대한민국의 사회적 기업이다. 포스코기술투자로 부터 투자를 유치한 바 있다.
 2011년에 설립되었으며 교보증권이 대표 주관사로 상장을 추진중이다.

## 투자
성보화학이 30억원을 투자하였다

## 같이 보기
- 사회적 기업

## 참고문헌
1. ↑  박준식, 사회적 기업 ‘사랑과선행’, 코스닥 상장(IPO) 추진, 한국경제 TV, 2023-06-19
2. ↑  사랑과선행, 포스코기술투자 투자유치 성공 “수익과 공익 모두 잡았다”, 사랑과선행, 뉴스와이어, 2019-07-30
3. ↑  사회적기업 '사랑과선행', 코스닥 상장 추진, 김재련, 2023.06.19
4. ↑  성보화학, 사회적기업 ‘사랑과선행’에 30억원 전략적 투자… ‘치매 어르신 케어팜 사업 선도’, 파이낸셜뉴스, 2021.12.24